# New Zealand State Highway 96
Der New Zealand State Highway 96 (State Highway 96 oder in Kurzform SH 96) ist eine Fernstraße von nationalem Rang auf der Südinsel von Neuseeland.

## Geographie
Die Fernstraße besitzt eine Länge von 92 km und befindet sich im südlichen Teil der Südinsel. Die über ihre gesamte Länge zweispurig (je eine pro Fahrtrichtung) ausgebaute Straße verbindet den State Highway 1 südlich von Mataura, mit State Highway 6 bei Winton und den Bergbauort Ohai weiter westlich gelegen. Die Straße führt quer durch Southland.

## Streckenführung
Der State Highway 96 beginnt an dem Abzweig vom State Highway 1 rund 1,5 km südsüdwestlich der Ortsmitte von Mataura. Von dort aus verläuft die Straße durch Farmlandschaft in westliche Richtung, passiert die kleinen Siedlungen von Te Tipua, Hedgehope, Springhills und Bronws und stößt nördlich der Ortsmitte in dem kleinen Ort Winton auf den SH 6. Diesen teilt sich der SH 96 rund 1,7 km in nördliche Richtung, bis er nach Westen hin abzweigen kann. Nach einem weiteren nordwestlichen Verlauf über zwei Abzweige erreicht der SH 96 den vom Tagebergbau geprägten Ort Nightcaps, um von dort aus bis zu dem kleinen Bergbaudorf etwas weiter nordöstlich zu führen. In dem Ort endet der SH 96.